# 帰一寺
帰一寺（きいちじ）は、静岡県賀茂郡松崎町にある、臨済宗建長寺派に所属する寺院。山号は萬法山。本尊は観世音菩薩像、開基（創立者）は宋国から渡来した一山一寧（一山国師）。
寺宝として一山国師の自画像一幅、自筆一幅、語録が二巻ある。
「伊豆八十八ヶ所霊場」の第80番札所、「伊豆横道三十三観音霊場」の第2番札所で、御詠歌は「千代よろず さかゆる法の 花の山 ただひとすじに 帰依したまえよ」。
ドラマ「宮本武蔵」や「世界の中心で、愛をさけぶ」のロケ地としても知られる。

## 歴史
正安3年（1301年）に宋国の一山国師により開山。初めは帰一庵と称し、後に一寺と改めた。国師以降数代は公家の帰依僧が来住する。天文年中には小田原北条家より寺領73石、禁制札、下馬札を下附されるも、度々火災に見舞われる。その後、正保年中に徳川家光公地所縄入の際に、代官伊奈兵蔵検地の上、一山国師開基の地であり、50個寺の中本山であることを認められ寺領は従来どおりとされた。慶安元年（1648年）には船田村の寺領20石と寺中竹木諸役免除及び朱印を与えられたが、明治8年（1875年）に寺領と朱印を新政府に還納した。数年後に一部を買い戻した。
臨済宗中興の祖と称される江戸中期の禅僧白隠慧鶴（正宗国師）も滞在したとされている。

## 経堂
正宗国師の著書『荊叢毒蘂』（けいそうどくずい）によると、帰一寺の輪蔵が納まる経堂の建立は大石七郎左衛門により発願され、大沢依田家がその意志を継ぎ享保2年（1717年）に完成したとされている。また、同書によると、この堂に安置されている弁財天は聖徳太子の作とある。

## 交通
蓮台寺駅（伊豆急行線）で下車、東海バスにて道ヶ島、松崎方面に乗り25分。船田バス停下車、徒歩三分。